# Bromma Challenger 1996
Il Bromma Challenger 1996 è stato un torneo di tennis facente parte della categoria ATP Challenger Series nell'ambito dell'ATP Challenger Series 1996. Il torneo si è giocato a Bromma in Svezia dal 4 al 9 marzo 1996 su campi in cemento indoor.

## Vincitori

### Singolare
Johan Van Herck ha battuto in finale  Jan Apell con il punteggio di 6–3, 7–5

### Doppio
Andrew Foster /  Danny Sapsford hanno battuto in finale  Lan Bale /  Brent Haygarth con il punteggio di 6–3, 6–1